# Remo
Remo ist ein männlicher Vorname.

## Herkunft und Bedeutung
Remo stammt von Remus, einem der von der kapitolinischen Wölfin gesäugten Zwillinge Romulus und Remus aus der Gründungsgeschichte Roms.

## Namenstag
- 1. Oktober, nach dem Gedenktag des hl. Remigius von Reims

## Verbreitung
Der Name ist in erster Linie in der Schweiz und in Italien verbreitet.

## Namensträger
- Remo (Musiker) (* 1960 als Raymund Philipp Hopf), deutscher Musiker
- Remo Albertini (1920–2005), italienischer Politiker
- Remo Arnold (* 1997), Schweizer Fußballspieler
- Remo Bodei (1938–2019), italienischer Philosoph
- Remo Caminada (* 1974), rätoromanischer Schweizer Grafiker aus Sagogn
- Remo Capitani (1927–2014), italienischer Schauspieler
- Remo De Angelis (* 1926), italienischer Stuntman und Schauspieler
- Remo Fanger (* 1974), Schweizer Politiker
- Remo Fasani (1922–2011), Schweizer Dichter
- Remo Fischer (* 1981), Schweizer Skilangläufer
- Remo Forrer (* 2001), Schweizer Sänger
- Remo Freuler (* 1992), Schweizer Fußballspieler
- Remo Gaspari (1921–2011), italienischer Politiker der Democrazia Cristiana (DC)
- Remo Giazotto (1910–1998), italienischer  Musikwissenschaftler, Musikkritiker und Komponist
- Remo Giger (* 1988), Schweizer Gras- und Alpinskiläufer
- Remo Girone (* 1948), italienischer Theater- und Filmschauspieler
- Remo H. Largo (1943–2020), Schweizer Kinderarzt und Autor von Sachbüchern zur Erziehung
- Remo Legnazzi (* 1946), Schweizer Filmregisseur
- Remo Mally (* 1991), österreichischer Fußballspieler
- Rémo Meyer (* 1980), Schweizer Fußballspieler
- Remo Pesenti (* 1975), Schweizer Fußballspieler
- Remo Rau (1927–1987), Schweizer Kaufmann, Komponist und Jazzmusiker
- Remo Romeo (* 1934), italienischer Dokumentarfilmer
- Remo Ruffini (* 1942), italienischer theoretischer Astrophysiker
- Remo Schulze (* 1988), deutscher Schauspieler